# Orthia minerva
Orthia minerva är en fjärilsart som beskrevs av Krüger. Orthia minerva ingår i släktet Orthia och familjen nattflyn. Inga underarter finns listade i Catalogue of Life.